# Damien Carême

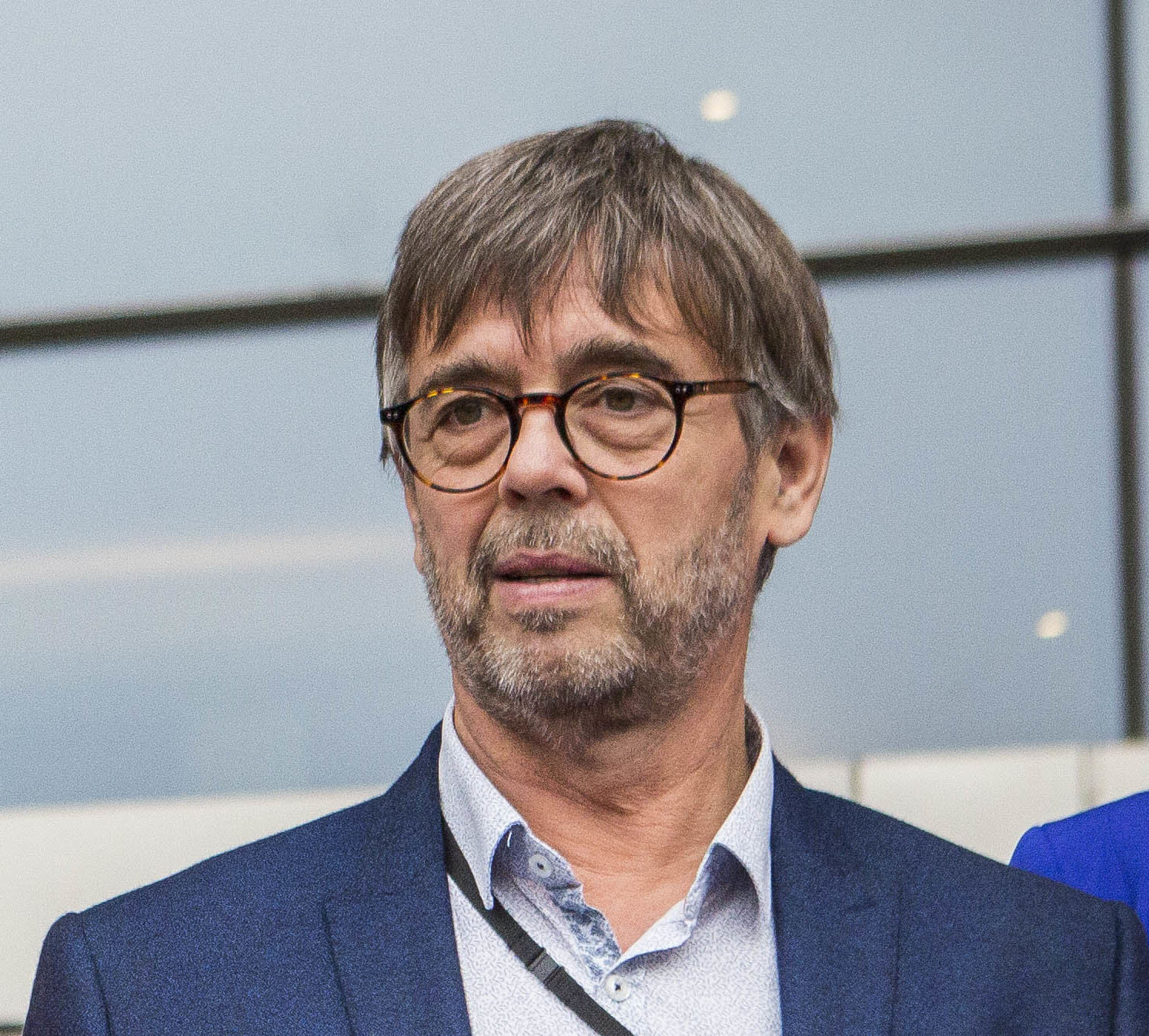
Damien Carême in 2019.

Damien Carême, geboren op 16 november 1960 in Jœuf (Meurthe-et-Moselle), is een Frans politicus. Hij is lid van de Socialistische Partij (PS) en sinds 2015 van Europe Écologie-Les Verts. Van 2001 tot 2019 was hij burgemeester van Groot-Sinten, en sinds mei 2019 lid van het Europees Parlement. 
In maart 2023 opende hij een klimaatrechtszaak tegen Frankrijk voor het Europees Hof voor de Rechten van de Mens wegens het tekortschieten van het klimaatbeleid.